# Peter II. Ruski
Peter II. Aleksejevič (rusko: Пётр II Алексеевич), ruski car, * 23. oktober (12. oktober, ruski koledar) 1715, Sankt Peterburg, † 29. januar (18. januar) 1730, Moskva.
Peter II. je postal ruski car dvanajstleten, leta 1727, po smrti carice Katarine I.
Peter II. je bil sin umorjenega carjeviča Alekseja Petroviča, najstarejšega sina Petra Velikega, in Šarlote Kristine, hčerke vojvode Ludvika Rudolfa von Braunschweig-Wolfenbüttel. Petrova mati je umrla 10 dni po njegovem rojstvu. Zanj je skrbela sestra Petra Velikega, Natalija. Rasel je v strogi osami. Njegova vzgoja je bila pomanjkljiva, pa tudi sam ni kazal veliko zanimanja za učenje.
Carica Katarina I. je ob tem, ko ga je imenovala za svojega naslednika, določila tudi njegove skrbnike, med njimi svoji hčerki Ano in Elizabeto in kneza Menšikova. Elizabeto tedaj politika ni zanimala, Ana pa je pod Menšikovim pritiskom zapustila Rusijo in se z možem preselila v Kiel. Menšikov je Petra preselil v svojo petrograjsko palačo in ga obdal s svojimi ljudmi. Do njega se je obnašal neprimerno gospodovalno in carja obravnaval kot nevednega otroka. To je zlasti motilo carjevo teto Elizabeto, tedaj sedemnajstletno živahno dekle. Ob neki izrazito žaljivi priložnosti se je mali car tako ujezil, da je zapustil palačo Menšikova in se vrnil na carski dvor. Garda je dobila navodilo, da ne sme več poslušati Menšikovih navodil. Kmalu je bil Menšikov izgnan v Sibirijo, kjer je po dveh letih umrl.
Carski dvor se je preselil v Moskvo. Iz samostana je bila izpuščena carjeva babica Jevdokija Lopuhina (prva žena Petra Velikega).
Med plemiči, ki so si prizadevali, da bi dobili vpliv nad mladim carjem, se je najbolje znašel Aleksej Dolgorukov, ki je uspel svojo hčer zaročiti s carjem in si pridobil velik vpliv pri vodenju države.
Rusija se je spet začela vračati v razmere pred Petrom Velikim. Reform niso nadaljevali, nekatere so opustili. Tudi car se ni zanimal za vladanje, bolj so ga mikali lov in zabava. Med pripravami na poroko s hčerko Dolgorukova je štirinajstleten umrl za ošpicami.
Na carskem prestolu mu je sledila hčerka carja Ivana V. (polbrata Petra Velikega), Ana Ivanovna.